# Aderus sulcatulus
Aderus sulcatulus es una especie de coleóptero de la familia Aderidae. Fue descrita científicamente por Maurice Pic en 1894.

## Distribución geográfica
Habita en África Occidental.